# Boergas (oblast)
Boergas (Bulgaars: Област Бургас, Oblast Boergas) is een oblast in het zuidoosten van Bulgarije, aan de Zwarte Zee. De hoofdstad is het gelijknamige Boergas. De oblast heeft 410.331 inwoners (2018).

## Geografie
De oblast is qua oppervlakte de grootste oblast van Bulgarije.

## Bevolking
Op 31 december 2018 telde de oblast Boergas 410.331 inwoners, waarvan het overgrote deel, zo’n 313.566 personen, in steden woont (~76%). Ook Boergas kampt met een bevolkingskrimp, maar minder snel dan de rest van Bulgarije. In een aantal kustplaatsen, zoals Nesebar en Primorsko, is de bevolking de afgelopen decennia echter toegenomen.
| oblast Boergas         | 318.947 | 355.079 | 388.877 | 421.452 | 449.521 | 441.085 | 423.552 | 415.817 | 410.331 |
| gemeente Boergas       | 65.677  | 95.535  | 135.201 | 180.715 | 210.670 | 212.410 | 209.417 | 212.902 | 208.915 |
| gemeente Nesebar       | 13.526  | 13.803  | 14.276  | 16.542  | 18.186  | 18.871  | 19.113  | 22.348  | 27.879  |
| gemeente Aitos         | 21.736  | 24.171  | 28.955  | 31.982  | 33.807  | 32.210  | 30.549  | 28.687  | 27.849  |
| gemeente Roeën         | 28.010  | 29.667  | 30.762  | 30.892  | 33.753  | 30.881  | 28.833  | 29.101  | 27.846  |
| gemeente Pomorie       | 19.744  | 20.800  | 23.157  | 25.612  | 27.416  | 27.746  | 27.370  | 27.658  | 27.233  |
| gemeente Karnobat      | 40.994  | 41.516  | 41.080  | 37.909  | 34.817  | 32.731  | 29.871  | 25.477  | 23.380  |
| gemeente Sredets       | 39.203  | 38.935  | 29.804  | 22.603  | 21.303  | 19.868  | 17.396  | 14.934  | 14.495  |
| gemeente Sozopol       | 18.447  | 20.413  | 17.813  | 15.886  | 15.765  | 14.971  | 14.277  | 12.610  | 13.005  |
| gemeente Soengoerlare  | 29.381  | 26.218  | 25.572  | 21.082  | 18.273  | 16.958  | 15.409  | 12.559  | 11.519  |
| gemeente Kameno        | 16.595  | 16.714  | 16.901  | 16.834  | 14.103  | 13.289  | 12.453  | 10.393  | 9.864   |
| gemeente Tsarevo       | 9.902   | 10.990  | 10.634  | 9.610   | 9.726   | 10.634  | 10.229  | 9.291   | 9.014   |
| gemeente Primorsko     | 4.873   | 4.832   | 3.980   | 4.003   | 4.666   | 4.143   | 4.079   | 6.064   | 6.124   |
| gemeente Malko Tarnovo | 10.859  | 11.485  | 10.742  | 7.782   | 7.036   | 6.373   | 4.551   | 3.793   | 3.208   |

#### Demografische indicatoren
In 2016 werden er 3974 kinderen geboren: het geboortecijfer bedroeg toen 9,6‰. Het vruchtbaarheidscijfer is 1,63 kinderen per vrouw: in de steden is het aantal kinderen 1,53 per vrouw en op het platteland 1,87 kinderen per vrouw. Er stierven in dezelfde tijd zo'n 5467 mensen: het sterftecijfer was 13,2‰. De natuurlijke bevolkingsgroei was negatief en bedroeg −1493 personen, ofwel −3,6‰.
De levensverwachting in Boergas bedraagt 74,9 jaar: mannen worden gemiddeld 71,6 jaar oud en vrouwen ongeveer 78,2 jaar oud.

#### Etniciteit
Volgens de volkstelling van 1 februari 2011 wonen er 415.817 mensen in oblast Boergas, waarvan 370.544 hebben gereageerd op de optionele vraag ten aanzien van etniciteit. De meerderheid in de oblast bestaat uit etnische Bulgaren (298.128 mensen, ofwel 80% van de totale bevolking). De Turkse minderheid vormt de grootste minderheid, met 13% van de totale bevolking (49.354 personen in totaal). De Turken leven hoofdzakelijk in de gemeente Roeën, gevolgd door een aantal enclaves in de gemeenten Aïtos en Soengoerlare. De derde bevolkingsgroep vormen de Roma: zij vormen met 18.424 zielen ongeveer 5% van de bevolking en leven procentueel gezien vooral in de gemeenten Sredets, Sozopol en Malko Tarnovo.

#### Religie
Uit de volkstelling van 1 maart 2001 bleek dat zo’n 80,2% van de bevolking tot de Bulgaars-Orthodoxe Kerk behoort en ongeveer 15,2% van de bevolking moslim is. De overige 4,6% bestaat uit protestanten, katholieken en atheïsten. Volgens de meest recente volkstelling van 2011 is het percentage orthodoxen gedaald tot 74,1% en het percentage moslims tot 12,9%.

#### Leeftijdsopbouw
Op 31 december 2018 was 19,5% van de bevolking 65 jaar of ouder. Dit percentage ligt 1,8 procentpunten onder het Bulgaarse gemiddelde van 21,3%. Desalniettemin is het aantal ouderen de afgelopen tijd toegenomen terwijl de rest van bevolking is afgenomen.
| Leeftijdsopbouw van oblast Boergas en de etnische verdeling per leeftijdscategorie | Leeftijdsopbouw van oblast Boergas en de etnische verdeling per leeftijdscategorie | Leeftijdsopbouw van oblast Boergas en de etnische verdeling per leeftijdscategorie | Leeftijdsopbouw van oblast Boergas en de etnische verdeling per leeftijdscategorie | Leeftijdsopbouw van oblast Boergas en de etnische verdeling per leeftijdscategorie | Leeftijdsopbouw van oblast Boergas en de etnische verdeling per leeftijdscategorie | Leeftijdsopbouw van oblast Boergas en de etnische verdeling per leeftijdscategorie | Leeftijdsopbouw van oblast Boergas en de etnische verdeling per leeftijdscategorie | Leeftijdsopbouw van oblast Boergas en de etnische verdeling per leeftijdscategorie | Leeftijdsopbouw van oblast Boergas en de etnische verdeling per leeftijdscategorie | Leeftijdsopbouw van oblast Boergas en de etnische verdeling per leeftijdscategorie | Leeftijdsopbouw van oblast Boergas en de etnische verdeling per leeftijdscategorie | Leeftijdsopbouw van oblast Boergas en de etnische verdeling per leeftijdscategorie | Leeftijdsopbouw van oblast Boergas en de etnische verdeling per leeftijdscategorie | Leeftijdsopbouw van oblast Boergas en de etnische verdeling per leeftijdscategorie | Leeftijdsopbouw van oblast Boergas en de etnische verdeling per leeftijdscategorie | Leeftijdsopbouw van oblast Boergas en de etnische verdeling per leeftijdscategorie | Leeftijdsopbouw van oblast Boergas en de etnische verdeling per leeftijdscategorie | Leeftijdsopbouw van oblast Boergas en de etnische verdeling per leeftijdscategorie |
| ---------------------------------------------------------------------------------- | ---------------------------------------------------------------------------------- | ---------------------------------------------------------------------------------- | ---------------------------------------------------------------------------------- | ---------------------------------------------------------------------------------- | ---------------------------------------------------------------------------------- | ---------------------------------------------------------------------------------- | ---------------------------------------------------------------------------------- | ---------------------------------------------------------------------------------- | ---------------------------------------------------------------------------------- | ---------------------------------------------------------------------------------- | ---------------------------------------------------------------------------------- | ---------------------------------------------------------------------------------- | ---------------------------------------------------------------------------------- | ---------------------------------------------------------------------------------- | ---------------------------------------------------------------------------------- | ---------------------------------------------------------------------------------- | ---------------------------------------------------------------------------------- | ---------------------------------------------------------------------------------- |
| Leeftijdscategorie                                                                 | Totaal                                                                             | 0 – 9                                                                              | 10 - 19                                                                            | 20 - 29                                                                            | 30 - 39                                                                            | 40 - 49                                                                            | 50 - 59                                                                            | 60 - 69                                                                            | 70 - 79                                                                            | 80+                                                                                |                                                                                    |                                                                                    |                                                                                    |                                                                                    |                                                                                    |                                                                                    |                                                                                    |                                                                                    |
| Aantal (2017)                                                                      | 411.579                                                                            | 42.668                                                                             | 40.186                                                                             | 42.085                                                                             | 59.710                                                                             | 65.328                                                                             | 54.662                                                                             | 55.955                                                                             | 34.128                                                                             | 16.857                                                                             |                                                                                    |                                                                                    |                                                                                    |                                                                                    |                                                                                    |                                                                                    |                                                                                    |                                                                                    |
| Aantal (2001)                                                                      | 422.458                                                                            | 39.941                                                                             | 57.307                                                                             | 64.280                                                                             | 58.258                                                                             | 60.981                                                                             | 56.082                                                                             | 44.935                                                                             | 32.445                                                                             | 8.229                                                                              |                                                                                    |                                                                                    |                                                                                    |                                                                                    |                                                                                    |                                                                                    |                                                                                    |                                                                                    |
| Etnische verdeling per leeftijdscategorie in oblast Boergas                        |                                                                                    |                                                                                    |                                                                                    |                                                                                    |                                                                                    |                                                                                    |                                                                                    |                                                                                    |                                                                                    |                                                                                    |                                                                                    |                                                                                    |                                                                                    |                                                                                    |                                                                                    |                                                                                    |                                                                                    |                                                                                    |
| Bulgaren (%)                                                                       | 80,5%                                                                              | 68,5%                                                                              | 71,7%                                                                              | 75,0%                                                                              | 79,9%                                                                              | 80,7%                                                                              | 84,2%                                                                              | 88,0%                                                                              | 90,7%                                                                              | 93,5%                                                                              |                                                                                    |                                                                                    |                                                                                    |                                                                                    |                                                                                    |                                                                                    |                                                                                    |                                                                                    |
| Turken (%)                                                                         | 13,3%                                                                              | 16,2%                                                                              | 17,8%                                                                              | 16,6%                                                                              | 14,4%                                                                              | 14,0%                                                                              | 11,9%                                                                              | 9,5%                                                                               | 7,6%                                                                               | 5,3%                                                                               |                                                                                    |                                                                                    |                                                                                    |                                                                                    |                                                                                    |                                                                                    |                                                                                    |                                                                                    |
| Roma/zigeuners (%)                                                                 | 5,0%                                                                               | 11,9%                                                                              | 9,6%                                                                               | 7,5%                                                                               | 4,8%                                                                               | 4,1%                                                                               | 2,5%                                                                               | 0,9%                                                                               | 0,8%                                                                               | 0,4%                                                                               |                                                                                    |                                                                                    |                                                                                    |                                                                                    |                                                                                    |                                                                                    |                                                                                    |                                                                                    |

## Gemeenten

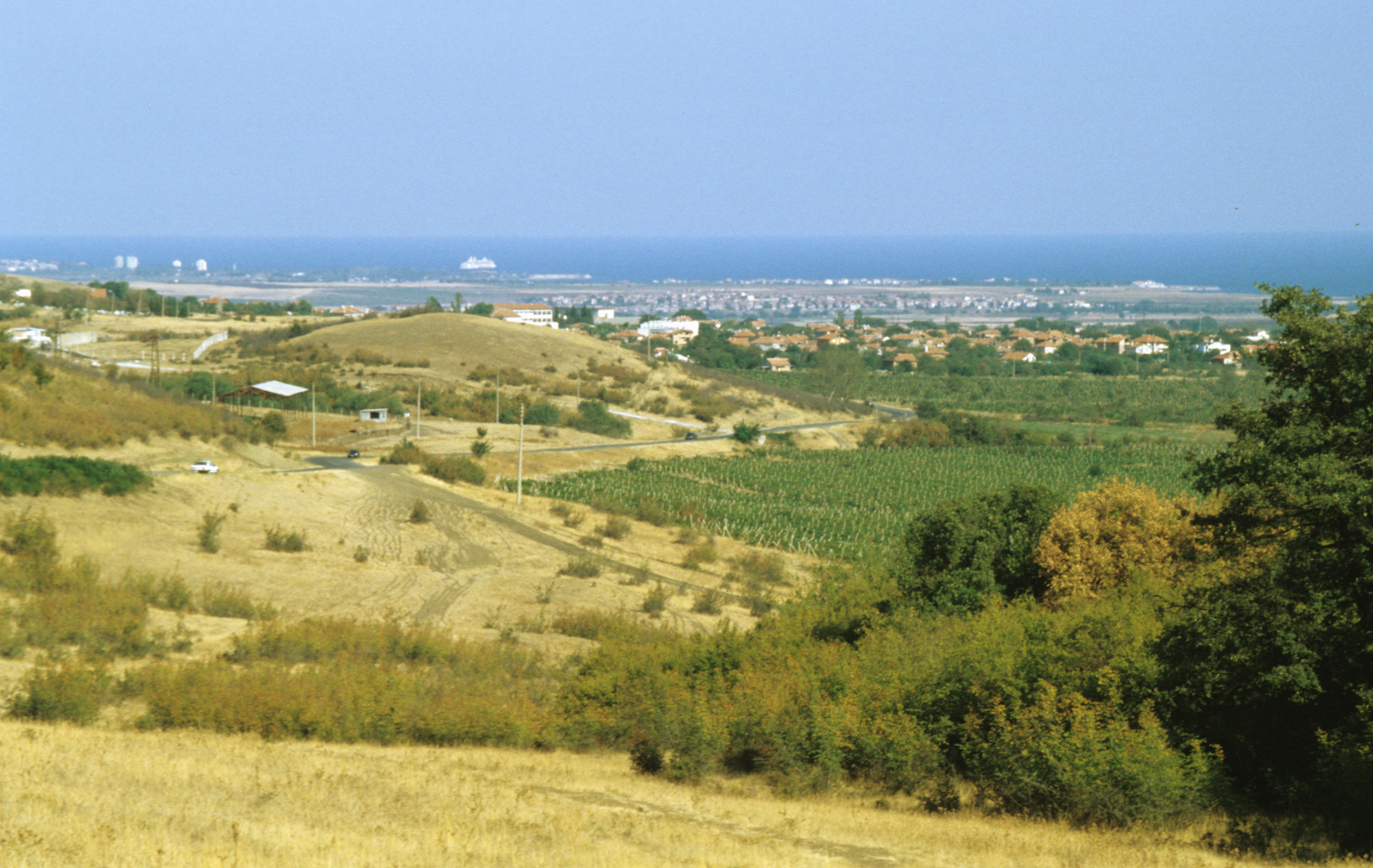
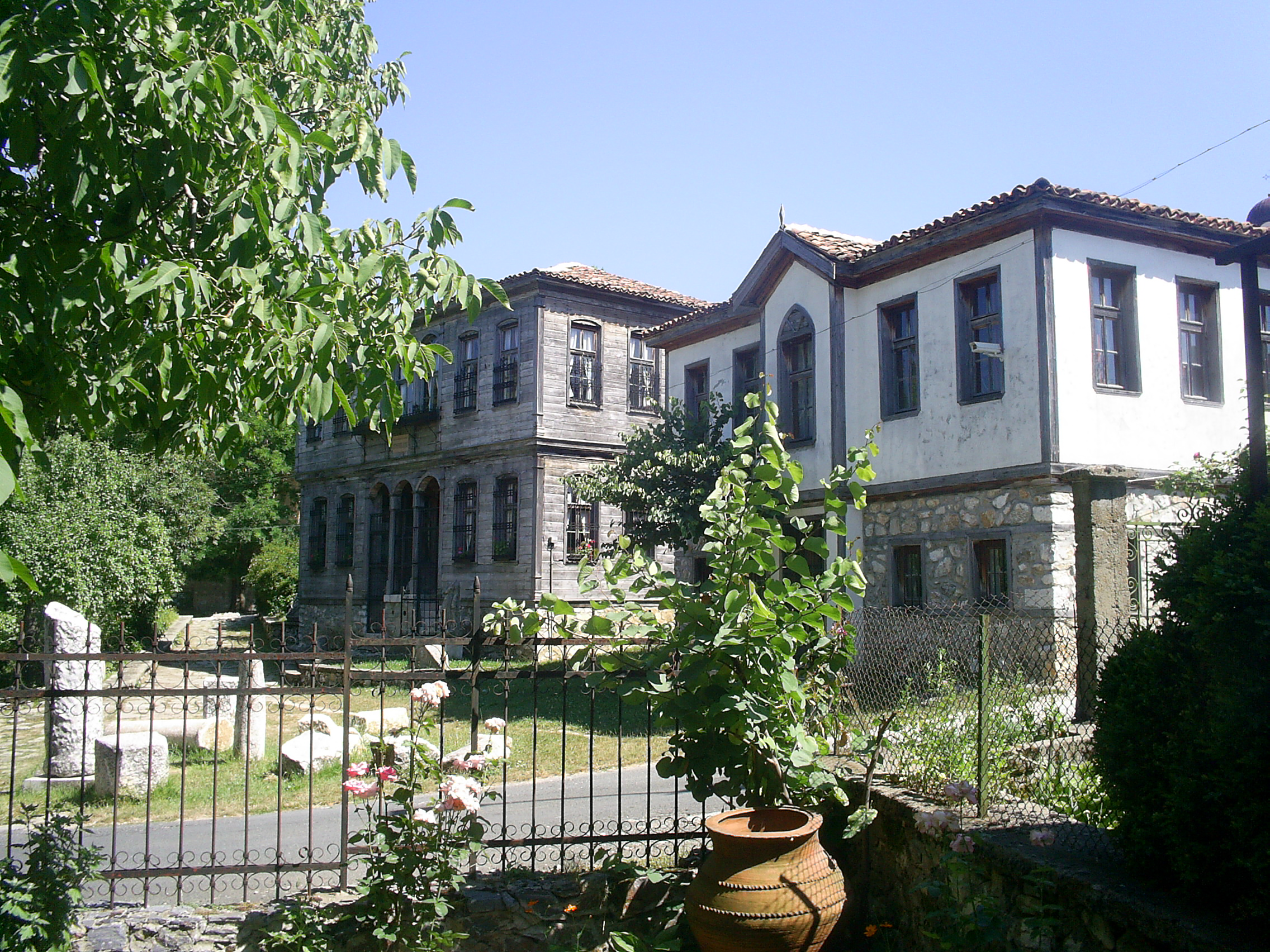
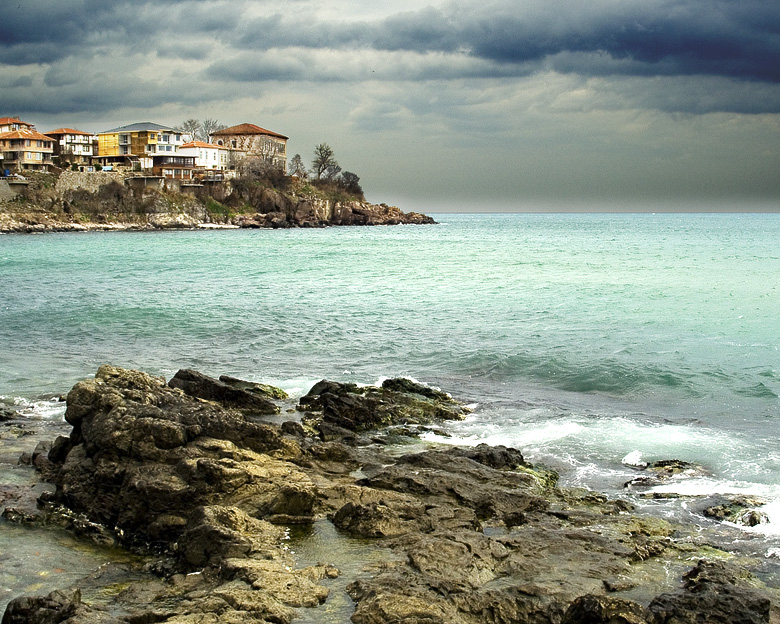
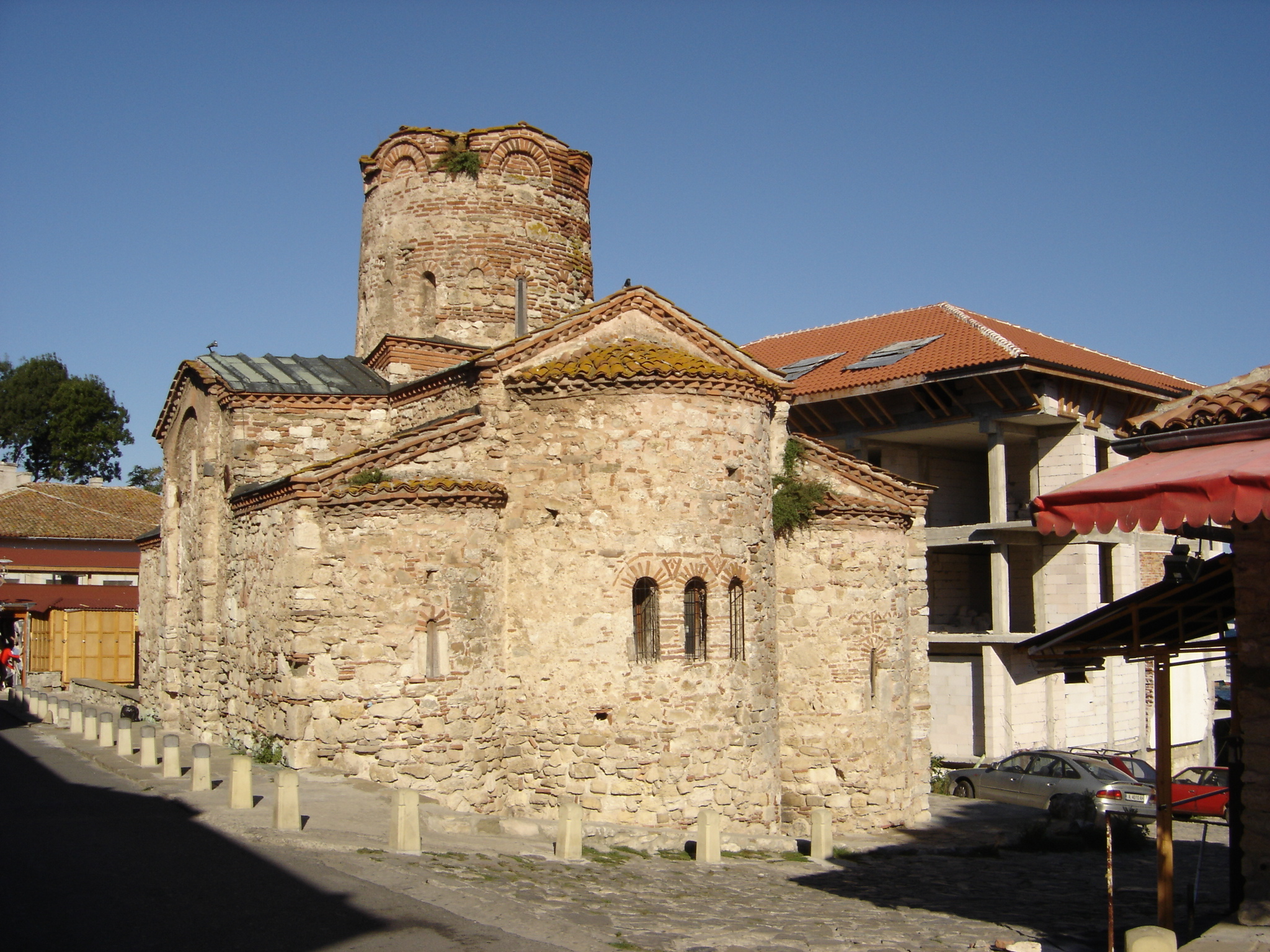

| - Aïtos - Boergas - Kameno - Karnobat - Malko Tarnovo - Nesebar - Pomorie |  | - Primorsko - Roeen - Soengoerlare - Sozopol - Sredets - Tsarevo |

Blagoevgrad · Boergas · Chaskovo · Dobritsj · Gabrovo · Jambol · Kjoestendil · Kardzjali · Lovetsj · Montana · Pazardzjik · Pernik · Pleven · Plovdiv · Razgrad · Roese · Silistra · Oblast Sofia · Sofia-Hoofdstad · Sjoemen · Sliven · Smoljan · Stara Zagora · Targovisjte · Varna · Veliko Tarnovo · Vidin · Vratsa